# جسيم تعزيز

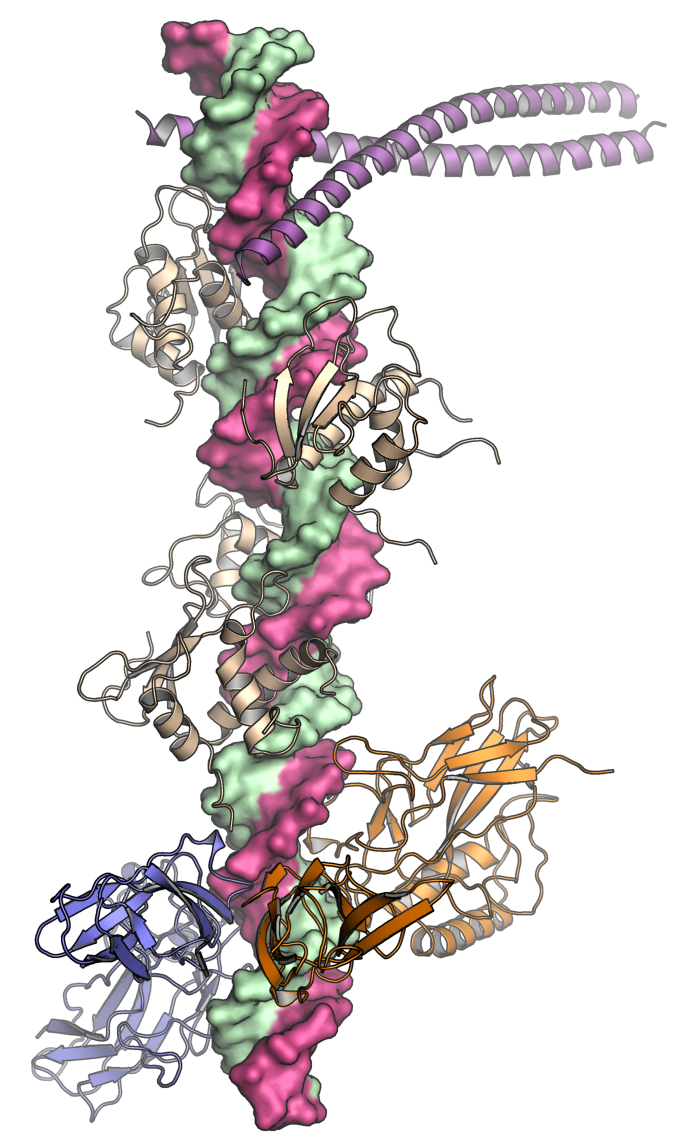
جسيم تعزيز أو مُحسِّن هو مجموعة من البروتينات.

جسيم تعزيز أو مُحسِّن (بالإنجليزية: Enhanceosome)‏ هو مجموعة من البروتينات تتجمع في منطقة تحسينية معززة على الحمض النووي وتساعد في تنظيم تعبير جين مستهدف.

## تشكيل
ترتبط المعززات ببروتينات منشط النسخ وعادة ما يُتحكم في تنظيم النسخ بواسطة أكثر من منشط واحد. تتشكل التعزيزات في حالات خاصة عندما ترتبط هذه المنشطات معًا بشكل تعاوني على طول تسلسل المحسن لإنشاء بنية ثلاثية الأبعاد مميزة. كل محسن فريد من نوعه تجاه محسن محدد. يتيسر هذا التجميع بواسطة تآثرات البروتين-بروتين، وتفاعلات الحمض النووي المفيدة من حيث الطاقة. لذلك، يجب أن تكون جميع بروتينات التفعيل اللازمة موجودة حتى يتشكل المعزز ويكون قادرًا على العمل.

## وظيفة
بمجرد تشكيل المعزز، يقوم بجذب المشاركين وعوامل التحويل النسخي العامة إلى منطقة المحفز للجين المستهدف لبدء عملية النسخ الجيني. يعتمد فعالية هذا على تشكيل الحمض النووي. نتيجة لذلك، يقوم المعزز أيضًا بجذب عوامل التحويل النسخي البنائية غير الهستونية، المسماة بروتينات HMG، المسؤولة عن تنظيم بنية الكروماتين. هذه العوامل لا ترتبط بالمحسن، ولكنها تستخدم لإعادة هيكلة الحمض النووي لضمان أن يمكن الوصول إلى الجينات عن طريق عوامل التحويل النسخي.

## دور
اكتُشفت معظم التعزيزات المتعلقة بالجينات والتي تتطلب تنظيمًا صارمًا، مثل تلك المرتبطة بنظام الدفاع الخلوي. يمكن أن يساعد استخدام أكثر من نوع واحد من البروتين المنشط للنسخ في ضمان عدم نسخ الجين قبل الأوان. علاوة على ذلك، يمكن استخدام عوامل متعددة لتنظيم الجين عن طريق مزيج من المحفزات الخلوية التي تعمل من خلال عدة تسلسلات كيميائية حيوية.

## أمثلة
من أشهر الأمثلة على المعززات يعمل على جين الإنترفيرون بيتا البشري، والذي يُفعل في الخلايا التي يتم إصابتها بالفيروسات. تتكون الإينهانسوزوم في هذه الحالة من ثلاثة بروتينات تفعيلية وهي NF-κB وبروتين تفعيل الإنترفيرون مثل IRF-3، ومجمع ATF-2/c-Jun، والتي ترتبط بشكل تعاوني بمنطقة تحفيز المعزز في أعلى سلسلة الدنا عند الإصابة بالفيروسات. ويتم توسيط هذا التفاعل بواسطة بروتين رابع يدعى HMG-I، والذي يساعد في استقرار المجموعة عن طريق تعزيز التفاعلات بين البروتينات. يقوم المعزز المكون بجذب آلية نسخ الجينات مثل بوليميراز الحمض النووي الريبوزي إلى منطقة الترويجية لبدء تعبير الجين.